# بیلی مورگان (اسنوبورد)
بیلی مورگان (انگلیسی: Billy Morgan؛ زادهٔ ۲ آوریل ۱۹۸۹) اسنوبردسوار اهل بریتانیا است.
وی در مسابقات کشوری و بین‌المللی در مجموع برندهٔ ۲ مدال برنز شده‌است.